# Lomré
Lomré est un hameau de la commune belge de Gouvy située en Région wallonne dans la province de Luxembourg.

## Géographie
Le hameau de Lomré se trouve dans la section de Montleban dans la commune de Gouvy. Le village contient 43 habitants et fait partie des plus petits villages de la commune.
Son altitude est élevée, elle varie entre 470 et 592,5 m, point le plus élevé de la commune.
| Pisserotte | Langlire  | Courtil   |
|            | Lomré     | Baclain   |
| Montleban  | Montleban | Montleban |